# 潘紹顯
潘紹顯（？—？），直隸人，清朝官員。吏部書辦出身。

## 生平
潘紹顯於1736年（乾隆元年）接替張錦，於台灣台北地區擔任八里坌巡檢一職，是大台北地區的地方父母官。